# Méziré
Méziré település Franciaországban, Territoire de Belfort megyében. Lakosainak száma 1268 fő (2022. január 1.). Méziré Bourogne, Allenjoie, Badevel, Dampierre-les-Bois, Fesches-le-Châtel, Grandvillars és Morvillars községekkel határos.

## Népesség
A település népességének változása:
| Lakosok száma | 1400 | 1372 | 1379 | 1334 | 1318 | 1308 | 1294 | 1281 | 1268 |
|               | 2013 | 2015 | 2016 | 2017 | 2018 | 2019 | 2020 | 2021 | 2022 |